# Trooper Washington
Thomas „Trooper” Washington (ur. 21 kwietnia 1944 w Filadelfii, zm. 19 listopada 2004 w McKeesport) – amerykański koszykarz, występujący na pozycjach silnego skrzydłowego oraz środkowego, po zakończeniu kariery zawodniczej trener koszykarski.
19 listopada 2004 roku upadł na parkiet podczas meczu ABA Pit Bulls – Maryland NightHawks. Mecz rozgrywany w Penn State McKeesport’s Wunderly Gymnasium został zatrzymany na 7:59 do końca spotkania, przy prowadzeniu Pit Bulls 120-102. Zmarł w szpitalu UPMC McKeesport, autopsja wykazała chorobę serca.

## Osiągnięcia
ABA
- Mistrz ABA (1968)[2]
- Uczestnik meczu gwiazd ABA (1969)[3]
- Zaliczony do I składu debiutantów ABA (1968)[2]
- Lider:
  - ABA w skuteczności rzutów z gry (1968 – 52,3%, 1970 – 55%)[2][4]
  - play-off w:
    - średniej zbiórek (1968)[5]
    - skuteczności rzutów z gry (1970 – 62,4%)[6]